# Осада Падиса
Осада Падиса — эпизод заключительного этапа Ливонской войны. Шведские войска совместно с ревельскими ландскнехтами осадили в 1580 году немногочисленный русский гарнизон крепости Падис (рус. Падца), расположенной в Эстонии.
Расположенная западнее Ревеля крепость Падис, бывший монастырь, находилась под русским владением с февраля 1576 года, после того как капитулировала после двухдневной осады. За четыре года русский гарнизон под руководством престарелого воеводы Даниила Чихачёва существенно перестроил оборонительные сооружения бывшего монастыря, добавив новые стены и башни за счёт разобранных монастырских сооружений.
Осенью 1580 года Швеция, будучи в союзе с Речью Посполитой, начала наступление в Ливонии. Падис был осаждён, однако защитники крепости наотрез отказывались капитулировать, убив в том числе шведского парламентёра Ганса Эриксона. На протяжении осады крепость подвергалась интенсивным артиллерийским обстрелам и существенно пострадала. Гарнизон отражал шведские попытки приступов на протяжении 13 недель, терпя огромные лишения и голод. По данным Карамзина, овладев крепостью после решающего штурма, шведы обнаружили не людей, а тени, и умертвили всех их за исключением молодого князя Михаила Сицкого.